# Skye, Victoria
Skye är en del av en befolkad plats i Australien. Den ligger i kommunen Frankston och delstaten Victoria, omkring 39 kilometer sydost om delstatshuvudstaden Melbourne.
Runt Skye är det tätbefolkat, med 411 invånare per kvadratkilometer.. Närmaste större samhälle är Cranbourne, nära Skye. 
Trakten runt Skye består till största delen av jordbruksmark. Genomsnittlig årsnederbörd är 1 251 millimeter. Den regnigaste månaden är maj, med i genomsnitt 154 mm nederbörd, och den torraste är januari, med 51 mm nederbörd.